# Pepe Núñez, luthier
Pepe Núñez, luthier es un documental argentino estrenada 18 de agosto de 2005 en Buenos Aires, bajo la dirección de Fermín Rivera.

## Argumento
Trata sobre la vida de un habitante del Lafinur, provincia de San Luis, que desde infante le quedó impedido poder caminar, al contraer poliomielitis lo cual dese un punto de vista un tanto estrecho se podía ver como algo arduo dado que la familia de “Pepe” (José Feliciano Nuñez) era agricultora y él con esta discapacidad no podría trabajar en el campo, es que a partir de allí se dedicó a trabajar en la fabricación de guitarras, profesión que continuaría hasta los últimos días de su vida.
En el documental se lo observa fabricando guitarras, y se muestra con gran sencillez su vida cotidiana.

## Ficha Técnica
- Título: Pepe Núñez, luthier
- Año: 2005
- Género: Documental
- Duración: 70 min
- Dirección: Fermín Rivera
- Guion: Fermín Rivera
- Fecha de Estreno: 18 de agosto de 2005 (en Buenos Aires)[3]